# Changan Suzuki
Chang’an Suzuki – spółka typu joint venture, założona w 1992 roku przez Chang’an Motors i Suzuki, zajmująca się produkcją wybranych modeli marki Suzuki. Siedziba przedsiębiorstwa mieści się w Chongqingu w Chinach.